# 2068
- Wikisource

| Calendário gregoriano                                                        | 2068 MMLXVIII                       |
| Ab urbe condita                                                              | 2821                                |
| Calendário arménio                                                           | 1518 – 1519                         |
| Calendário bahá'í                                                            | 224 – 225                           |
| Calendário budista                                                           | 2612                                |
| Calendário chinês                                                            | 4764 – 4765 Início a 3 de fevereiro |
| Calendário copta                                                             | 1784 – 1785                         |
| Calendário etíope                                                            | 2060 – 2061                         |
| Calendários hindus - Vikram Samvat - Calendário nacional indiano - Cáli Iuga | 2123 – 2124 1989 – 1990 5168 – 5169 |
| Calendário Holoceno                                                          | 12068                               |
| Calendário islâmico                                                          | 1491 – 1492                         |
| Calendário judaico                                                           | 5828 – 5829                         |
| Calendário persa                                                             | 1446 – 1447 Início a 20 de março    |
| Calendário rúnico                                                            | 2318                                |
| Calendário solar tailandês                                                   | 2611                                |

2068 (MMLXVIII, na numeração romana) será um ano bissexto do século XXI que começará num domingo, segundo o calendário gregoriano. As suas letras dominicais serão AG. A terça-feira de Carnaval ocorrerá a 6 de março e o domingo de Páscoa a 22 de abril. Segundo o horóscopo chinês, será o ano do Rato, começando a 3 de fevereiro.

| Evento                                                   | Data            | Hora  |
| -------------------------------------------------------- | --------------- | ----- |
| Aquário                                                  | 20 de janeiro   | 06:20 |
| Peixes                                                   | 18 de fevereiro | 20:13 |
| primavera no hemisfério norte e outono no hemisfério sul |                 |       |
| Carneiro/equinócio                                       | 19 de março     | 18:49 |
| Touro                                                    | 19 de abril     | 05:24 |
| Gémeos                                                   | 20 de maio      | 04:10 |
| verão no hemisfério norte e inverno no hemisfério Sul    |                 |       |
| Caranguejo/solstício                                     | 20 de junho     | 11:54 |
| Leão                                                     | 21 de julho     | 22:46 |
| Virgem                                                   | 22 de agosto    | 06:04 |
| Outono no Hemisfério Norte e Primavera no Hemisfério Sul |                 |       |
| Balança/equinócio                                        | 22 de setembro  | 04:07 |
| Escorpião                                                | 22 de outubro   | 13:57 |
| Sagitário                                                | 21 de novembro  | 11:57 |
| inverno no hemisfério norte e verão no hemisfério sul    |                 |       |
| Capricórnio/solstício                                    | 21 de dezembro  | 01:32 |

| UTC: Portugal Continental, Madeira, Guiné-Bissau e São Tomé e Príncipe Subtrair (-): 1 h nos Açores e Cabo Verde 2 h nas Ilhas oceânicas brasileiras 3 h em Brasília, em Goiás, na Amazônia Oriental Brasileira e no nordeste, sudeste e sul brasileiros 4 h na Amazônia Ocidental Brasileira, Mato Grosso e Mato Grosso do Sul 5 h no Acre e sudoeste do Amazonas Adicionar (+): 1 h em Angola e Guiné Equatorial 2 h em Moçambique 8 h em Macau 9 h em Timor-Leste. |
| Adicionar uma hora durante a vigência do horário de verão: Portugal Continental : De 25 de março a 28 de outubro de 2068 |

| Ano completo                       |
| ---------------------------------- |
| Ano bissexto com início ao domingo |

## Eventos esperados e previstos
- Ano do Rato, segundo o Horóscopo chinês.

Maio
- 16 a 17 de maio - Eclipse lunar parcial[1]

- 31 de maio - Eclipse solar total[2]

Novembro
- 9 de novembro - Eclipse lunar total[3]
- 24 de novembro - Eclipse solar parcial[4]